# Norgesmesterskabet i ski 1939
NM i ski 1939 blev arrangeret i Kristiansand i 1939.

## Mænd

### 18 km
| Plads  | Udøver           |
| ------ | ---------------- |
| Guld   | Gunnar Hermansen |
| Sølv   | Trygve Brodahl   |
| Bronze | John Strickert   |

### 30 km
| Plads  | Udøver         |
| ------ | -------------- |
| Guld   | Trygve Brodahl |
| Sølv   | Annar Ryen     |
| Bronze | Sigurd Vestad  |

### Kombineret
| Plads  | Udøver           |
| ------ | ---------------- |
| Guld   | Gunnar Hermansen |
| Sølv   | Reidar Karlsen   |
| Bronze | Sverre Brenden   |

### Skihop
| Plads  | Udøver             |
| ------ | ------------------ |
| Guld   | Birger Ruud        |
| Sølv   | Arnholdt Kongsgård |
| Bronze | Victor Clock       |